# Sitha Sin
Sitha Sin, född 10 mars 1950, är en friidrottare från Kambodja. Han deltog vid olympiska sommarspelen 1972.